# Palpita hyaloptila
Palpita hyaloptila là một loài bướm đêm trong họ Crambidae.